# Davor Vugrinec
Davor Vugrinec (* 24. März 1975 in Varaždin, SFR Jugoslawien, heute Kroatien) ist ein kroatischer Fußballspieler.

## Karriere

### Verein
Der offensiver Mittelfeldspieler begann seine Profikarriere bei NK Varteks Varaždin als er zur Saison 1992/1993 aus der Jugend zum Profikader wechselte. Dort spielte er fünf Jahre, ehe er 1997 zu Trabzonspor in die Türkei wechselte. Weitere drei Jahre später zog es ihn nach Italien zu US Lecce. Anfang des Jahres 2003 wechselte er dann zu Atalanta Bergamo, ehe er im Sommer 2004 zu Catania Calcio weiterzog. Ein Jahr später verschlug es ihn wieder in die Heimat zu HNK Rijeka. Dort wurde er bald zu einem der wichtigsten Spielern und am Ende der Saison 2005/2006 mit 15 Erstligatoren auch zum besten Torschützen des Vereins, der damals kroatischer Vizemeister und Pokalsieger geworden ist. Im Juni 2006 wechselte er ablösefrei zu Dinamo Zagreb, ehe er sich zwei Jahre später dem Lokalrivalen NK Zagreb anschloss. Im Sommer 2010 kehrte er zu seinem Stammverein NK Varteks Varaždin zurück. "Vuga", so nennen ihn in Kroatien alle, wechselte im Jänner 2012 von NK Varteks Varaždin zu NK Slaven Belupo Koprivnica. Am 15. April 2012 schoss er sein 127 Tor in der 1. HNL und ist damit erfolgreichster Torschütze der 1. HNL.

### Nationalmannschaft
Vugrinec wurde von 1996 bis 2006 auch in insgesamt 28 Länderspielen der kroatischen A-Nationalmannschaft eingesetzt und schoss dabei sieben Tore. Sein Länderspiel-Debüt gab er noch im April 1996, aber musste danach bis Oktober 1998 warten, um wieder im Kader der kroatischen Nationalmannschaft zu stehen. Damals erzielte er beim EM-Qualifikationsspiel gegen Malta in seinem zweiten Länderspiel gleich einen Doppelpack. Im Jahr 2000 wurde er dann endgültig zum Stammspieler in der kroatischen Nationalmannschaft. Damals bestritt er für die Mannschaft auch sieben Spiele der WM-Qualifikation und erzielte dort in Heimspielen gegen Lettland und San Marino je ein Tor. Im Juni 2002 bestritt er für die kroatische Nationalmannschaft auch zwei Spiele bei der Fußball-Weltmeisterschaft in Japan. Nach dieser WM kam er aber nur noch in fünf Länderspielen zum Einsatz.